# Stauranthera grandiflora
Stauranthera grandiflora är en tvåhjärtbladig växtart som beskrevs av George Bentham. Stauranthera grandiflora ingår i släktet Stauranthera och familjen Gesneriaceae. Inga underarter finns listade i Catalogue of Life.